# Pokémon 7: Doel Deoxys
Pokémon 7: Doel Deoxys (Engels: Pokémon Destiny Deoxy) is de zevende film uit de Pokémon-serie. De film is in Japan in première gegaan op 22 juli 2004 en in de Verenigde Staten op 15 februari 2005.

## Verhaal
De film begint op de Noordpool, waar professor Lund Spheal, Sealeo en Walrein bestudeert. Boven aan de hemel staat een aurora, wat ook wel het noorderlicht genoemd wordt. Zijn vrouw, Yuko, vraagt waar hun zoon Tori is en het blijkt dat hij bij een Spheal aan het kijken is. Plotseling valt er een meteoriet op aarde en alle pokémon vluchten terug de zee in. Tori zit er tussen in, bang en angstig zit hij verscholen bij een rots. Sindsdien is hij bang voor pokémon. Uit de meteoriet verschijnt een Deoxys met een groene kristal. Rayquaza, die zich bedreigd voelt omdat er iemand in zijn territorium kwam, komt uit de ozonlaag en valt Deoxys aan. Deox ys verliest zijn steen en vernieuwt zich. Er ontstaat een hele ravage en alles gaat stuk. Uiteindelijk weet Rayquaza Deoxys te verslaan en Deoxys wordt vernietigd, terwijl het paarse kristal in zijn buik in zee valt.
4 jaar later…
In een lab worden er lasers gericht op het groene kristal dat Deoxys meenam. Ze proberen een vernieuwingsproces te starten, maar dat mislukt en Yuko ziet het kristal oplichten. Ondertussen komt Deoxys uit zee en blijkt volledig vernieuwd te zijn.
Een Plusle en een Minum spelen met een prullenbak en laten hem omvallen. Een Munchlax die toekijkt ruimt het op.
Onze helden komen aan in LaRousse City en besluiten naar de Battle Tower te gaan om daar te vechten, nadat ze een paspoort hebben gekregen van een beveiligingsrobot. Als Ash valt op een bewegend troittoir, helpt een jongen, genaamd Rave, samen met zijn pokémon Blaziken hem. Via Rave ontmoeten ze Sid met zijn Blastoise, Rebecca met haar Metagross en Rave’s twee zussen (tweeling) Cathrine en Audrey met hun Surskit en Masquerain.
Als ze in de Battle Tower zijn, wil Ash zich inschrijven maar verdwaalt. Als hij aan Tori de weg wil vragen, schrikt Tori van Pikachu en rent weg. Ash rent erachteraan en ze komen per ongeluk samen in de strijdarena terecht. Ze moet en vechten tegen Rave en Sid in een Techteam. Aangezien Tori geen pokémon heeft, geeft Ash hem zijn Torkoal. Omdat Tori bang voor pokémon is, zegt hij niets en zo verliezen Tori en Ash de wedstrijd.
Achteraf zegt Tori’s vader dat hij het goed gedaan heeft, maar Tori zegt van niet en rent weg. Yuko zegt dat Tori bang is voor pokémon door een ervaring van vroeger en Ash gaat erachteraan om vrienden te worden, zodat ze hem kunnen overtuigen dat pokémon niet gevaarlijk zijn, maar juist lief.
Plusle en Minum spelen weer met de prullenbakken en Minum raakt vast in de prullenbak. Plusle rent naar Tori en die helpt hen van een afstandje. Als Minum losraakt wil hij Tori bedanken, maar die wordt bang en rent weg.
Eenmaal in de tuin van zijn vaders werk gaat Tori naar zijn vriend, wat een onzichtbare lichtbol is, die alle vormen kan aannemen. Ash, die Tori gevolgd is, ziet hem praten tegen niets en gaat naar hem toe, maar de lichtbol gaat ervandoor. Ondertussen nadert Deoxys de stad en laat weer een aurora zien, terwijl hij pokémon wegjaagt en elektrische apparaten op hol laat slaan.
De helden Audrey, Kathryn, Rave, Sid en Tori gaan samen met de pokémon spelen in een speeltuin. De volgende dag laat Tori aan hen zijn vriend zien. Ze ontmoeten de lichtbol, maar weten niet wat het is.
Ondertussen nadert Rayquaza die gemerkt heeft dat Deoxys weer in zijn territorium is. Deoxys laat alle apparaten in heel de stad op hol slaan en niets doet het meer; ook de paspoorten niet. Omdat ze verwachten dat er een gevecht komt tussen Deoxys en Rayquaza wordt de stad geëvacueerd via een noodbrug, maar onze helden weten dit niet.
Deoxys creëert een krachtveld om de stad, waardoor Rayquaza niet binnen kan komen en vermeerdert zich daarna, waarna hij alle mensen en pokémon meeneemt en opsluit in een gebouw. Door het krachtveld valt ook de noodbrug in elkaar en niemand kan meer in of uit de stad komen. Deoxys weet Sid en Blastoise te vangen en de rest besluit via de ondergrondse te ontsnappen, terwijl ze door middel van aanvallen van Pikachu en Blaziken de Deoxys op een afstand houden.
Zodra ze in het laboratorium van professor Lund zijn, ontmoeten ze Yuko en merken dat hun pokéballen het niet meer doen. Ook Plusle, Minum en Munchlax ontsnappen en komen uiteindelijk bij onze helden terecht. Als Ash en Brock eten proberen te vinden voor allemaal, worden ze gevonden door Deoxys die hen aanvalt. Ze nemen Minum mee, maar Ash, Brock, Pikachu en Plusle weten te ontsnappen en vinden water in een oude schuur, die ze vervolgens bij de rest brengen.
Nadat de Deoxys hen in het laboratorium hebben gevonden gaan ze naar een ondergronds lab, waar ze Tori’s vriend (lichtbol) vinden en waar Yuko vertelt dat het kristal de lichtbol maakt. Het kristal blijkt een deel van een Deoxys te zijn. De andere Deoxys probeert het kristal te vinden, terwijl ze met elkaar communiceren met aurora’s (lichtpatronen). Het blijkt dat ze elkaar zoeken. Deoxys ziet elektrische velden en neemt daardoor mensen gevangen, omdat ze de zoektocht belemmeren. Het blijkt dat ze het groene kristal kunnen laten vernieuwen tot een Deoxys met voldoende elektriciteit.
Rave laat zich gevangennemen door Deoxys. Ash, Pikachu en Plusle gaan naar het gebouw waar alle mensen zitten en gebruiken Pikachu en Plusle buiten en Minum binnen, om de deur te openen. Samen met alle mensen gaan ze naar de windmolens die ze laten draaien met touwen die ze er aan vastgebonden hebben. Samen met Pikachu, Plusle en Minum weten ze genoeg stroom te bereiken en vernieuwen ze Deoxys.
Ondertussen breekt Rayquaza door het krachtveld en valt alle Deoxys-klonen aan. Nadat de Deoxys-klonen vernietigd zijn, gaat hij naar de echte Deoxys en valt hem aan, waardoor het krachtveld verdwijnt en alle elektrische apparaten het weer doen. De vernieuwde Deoxys brengt Ash en Tori naar de andere Deoxys en zo vinden de twee Deoxys elkaar.
Rayquaza verschijnt weer en valt nu alle twee de Deoxys aan en er ontstaat een gevecht tussen hen drieën, waarbij ze het bovenste gedeelte van de Battle Tower verwoesten. Hier zaten de beveiligingsdraden, waardoor alle blokkeerrobots op hol slaan, die een zee van blokken vormen en alles met zich meenemen. Rayquaza wordt bedolven door de blokken. De twee Deoxys proberen hem te beschermen, maar worden eveneens bedolven.
De vader van Tori neemt contact op met Ash en Tori en laat hen weten dat ze de blokkeerrobots kunnen stoppen als er een veiligheidspas (paspoort) voor de hoofdrobot wordt gehouden. Hierdoor krijgen ze eventjes de controle over de robots en kunnen ze hen uitschakelen. Ash rent over de blokken heen en met hulp van Munchlax, die evolueerde in een Snorlax, komt hij bij de hoofdrobot. Hij laat echter zijn paspoort vallen, dus gooit Tori zijn pas naar hem. Ash grijpt mis en Pikachu offert zich op door zich te laten vallen en zo de pas terug te slaan. Ash houdt de pas ervoor en agent Jenny zet het systeem uit.
Tori, Plusle en Minum zijn ondertussen helemaal tot bovenaan de Battle Tower vervoerd door de blokkeerrobots. Wanneer Plusle en Minum vallen springt Tori ze achteraan en vangt ze. Hij heeft nu voor het eerst weer contact met pokémon en is nu ook niet meer bang voor pokémon. Met zijn drieën vallen ze, maar worden gelukkig gegrepen door een Deoxys, die ze veilig neerzet op de grond. Ash, Pikachu, Snorlax, Rayquaza en de andere Deoxys zijn gelukkig ook veilig. De vader van Tori, Yuko, Brock, Rebecca, Rave, Sid, Audrey en Kathryn komen aanlopen en zien Tori voor het eerst weer met pokémon in contact komen en ze zien dat iedereen ongedeerd is. Rayquaza verlaat hen en keert terug naar de ozonlaag en de twee Deoxys keren ook weer terug naar de ruimte. Zo is iedereen gered en is iedereen weer bij elkaar.